# Jezdecká pečeť
Jezdecká pečeť je typ pečeti používaný ve středověké Evropě, který zobrazuje svého majitele na koni v plné zbroji jako bojovníka. Tento typ pečetidla vznikl na přelomu 11. a 12. století a byl používán zejména po celé 13. a 14. století. Další používání jezdeckých pečetí v 15. a 16. století bylo většinou omezeno na vysokou aristokracii a zejména na panovnické rody, zatímco nižší šlechta přešla na užívání jednoduchých heraldických pečetí.

## Rané příklady (před rokem 1170)
První příklady jezdeckých pečetí jsou známy z druhé poloviny 11. století. Nejstarším příkladem, který lze považovat za „jezdeckou pečeť“, je pečeť Viléma I. Dobyvatele (asi 1067). Mezi nejstarší dochované příklady v Německu patří pečeť Jindřicha II. z Laachu (asi 1090). Jezdec se vyznačuje štítem s drakem a kuželovitou přilbou, často nesoucí prapor. Tento typ pokračuje až do poloviny 12. století a pozdní příklady štítů s drakem se objevují až do 60. let 11. století.

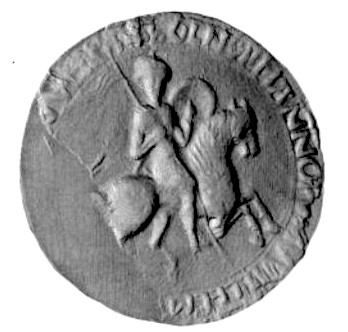
Vilém I. Dobyvatel (asi 1067)
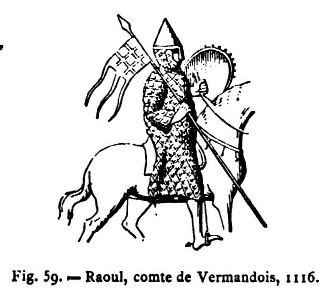
Rudolf I. z Vermandois (1116)
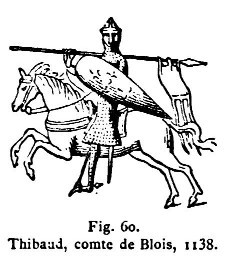
Thibaut de Blois (1138)
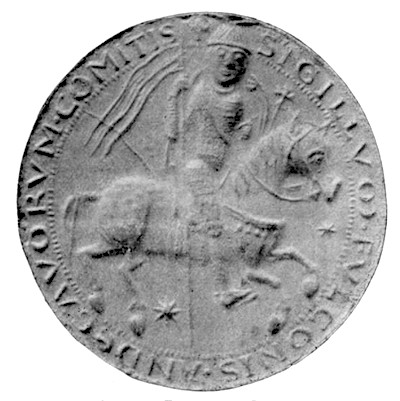
Fulko V. z Anjou (r. 1131–1143)
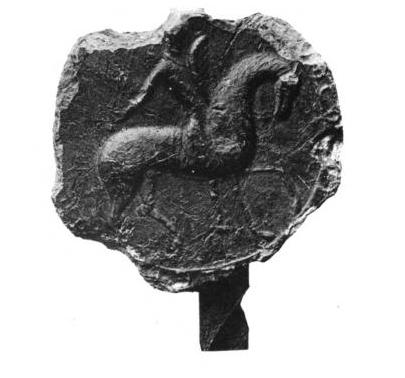
Gilbert de Clare (před 1148)
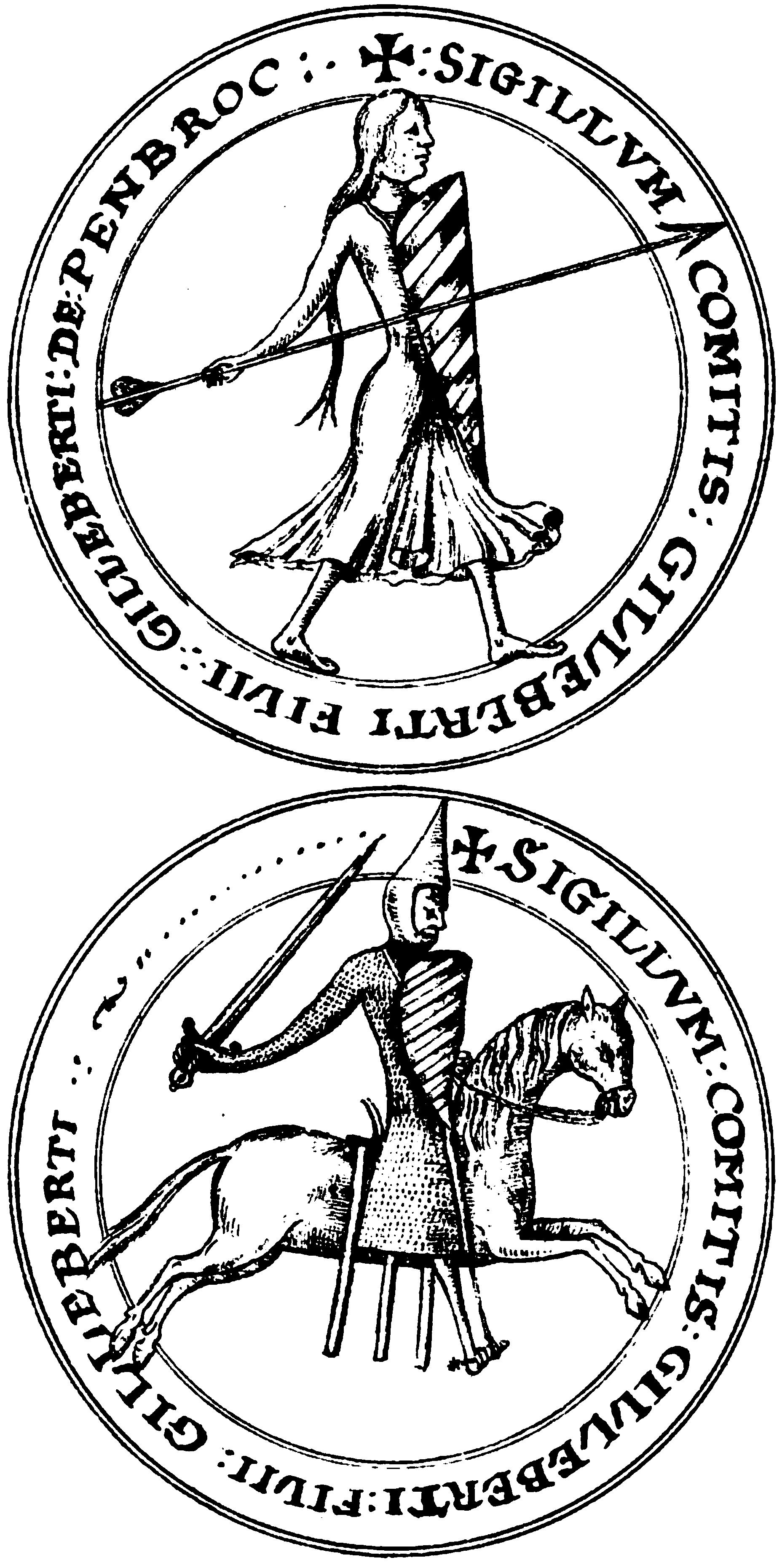
Gilbert de Clare, 1. hrabě z Pembroke († 1148)
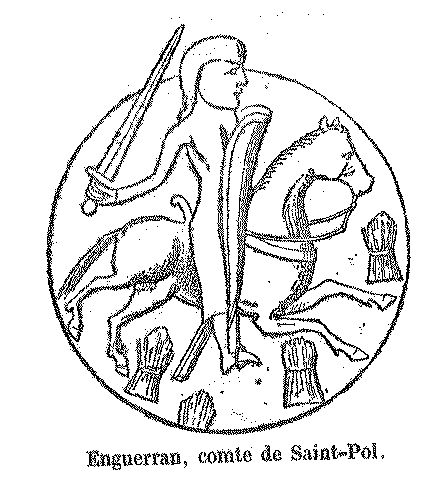
Enguerrand (Ingelram),hrabě ze Saint-Pol (před 1150)
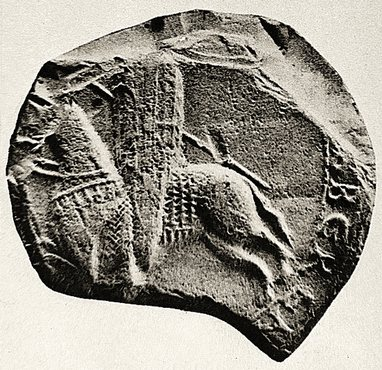
Ramon Berenguer IV. Barcelonský (1150)
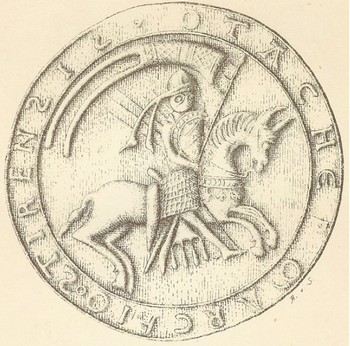
Otakar III. Štýrský (1157)
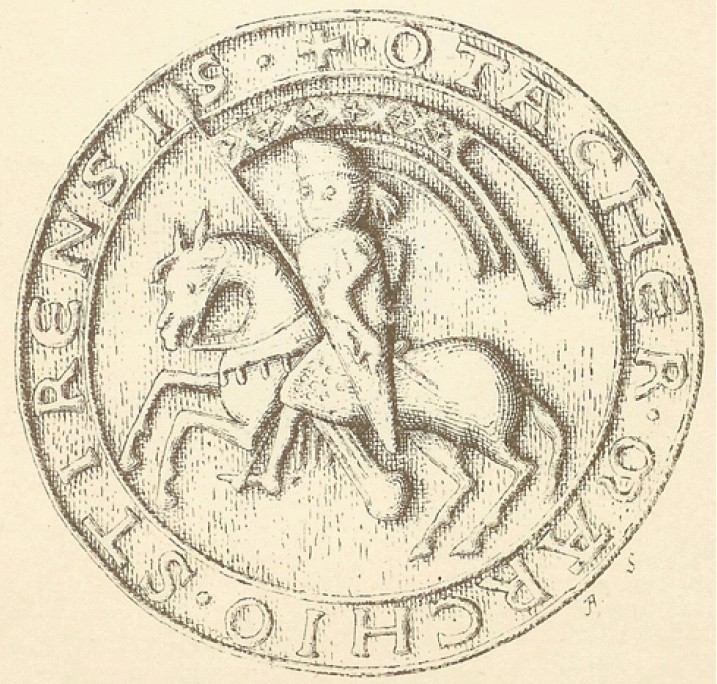
Otakar III. Štýrský (1160)
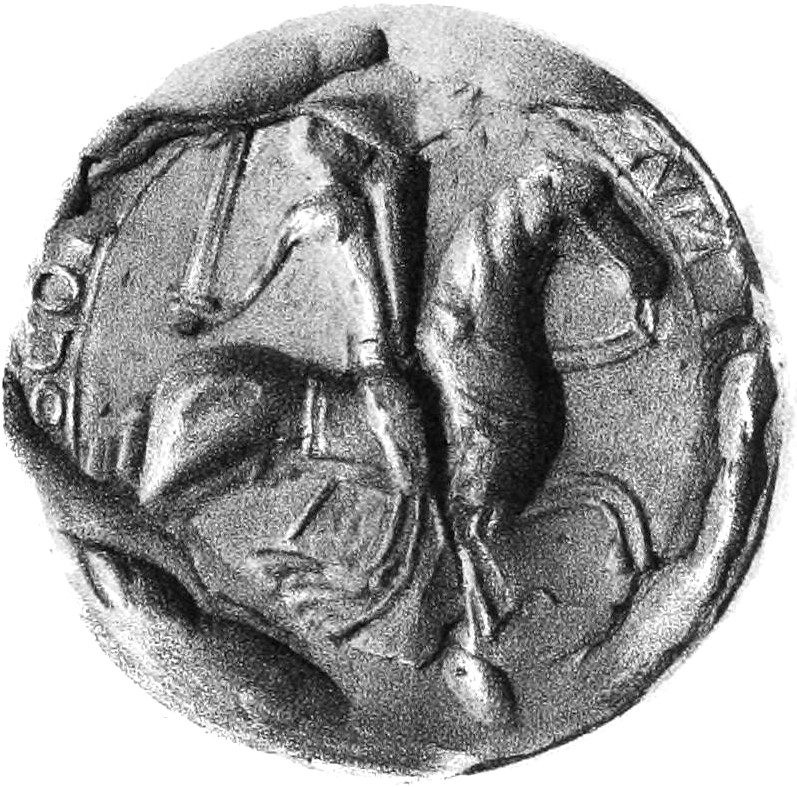
David, hrabě z Huntingdonu (1160)
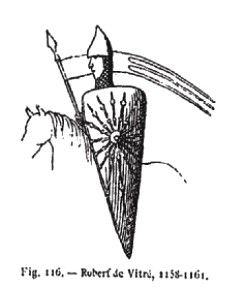
Robert III de Vitré († 1161)
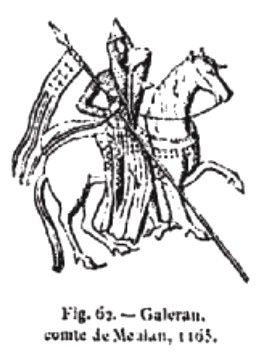
Galéran IV de Meulan (1165)

## Vrcholně středověké pečeti (1170 – 1300)
Vrcholu svého užívání dosáhly jezdecké pečeti díky rozvoji rytířské tradice v období vrcholného středověku, přibližně v poslední čtvrtině 12. století a v průběhu 13. století. Pečetě ze 70. až 90. let 11. století ukazují tvary štítů, které jsou přechodem mezi „dračím“ a „gotickým“ typem. Tvar přilby je méně kónický a více zaoblený. Jezdec je nyní zobrazen jako prototyp „rytíře“ s heraldickým štítem. Přibližně od 30. let 12. století je kůň stále častěji zobrazován jako nosící heraldickou kápi a jezdec nosící velkou přilbu.

Kolem poloviny 13. století se objevila móda zobrazovat na pečetích také dámy a církevní hodnostáře na koních, kteří neměli na sobě zbroj, ale jako v případě Johanky, hraběnky flanderské (asi 1240), Marie Brabantské, vévodkyně bavorské (asi 1250) a Adély Burgundské, vévodkyně brabantské (asi 1260), provozovali sokolnictví.

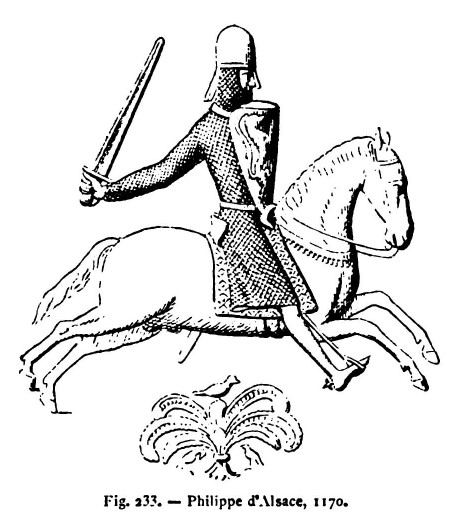
Filip I., hrabě z Flander (1170)
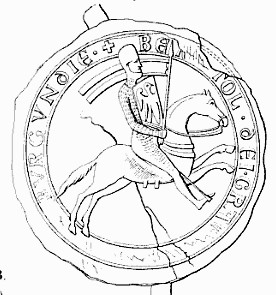
Berthold V, vévoda ze Zähringenu (1187)
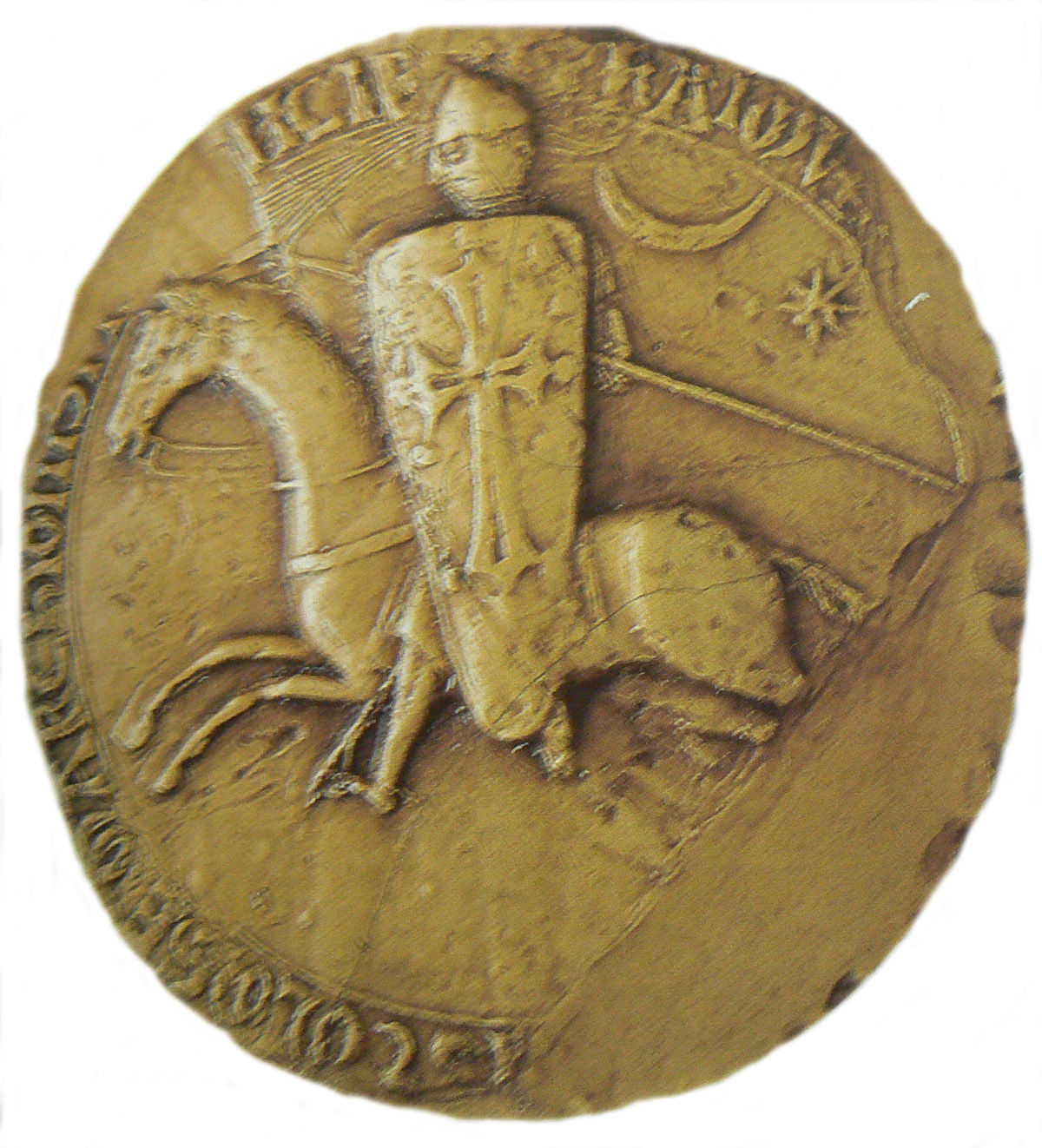
Raimond VI. z Toulouse(r. 1194-1222)
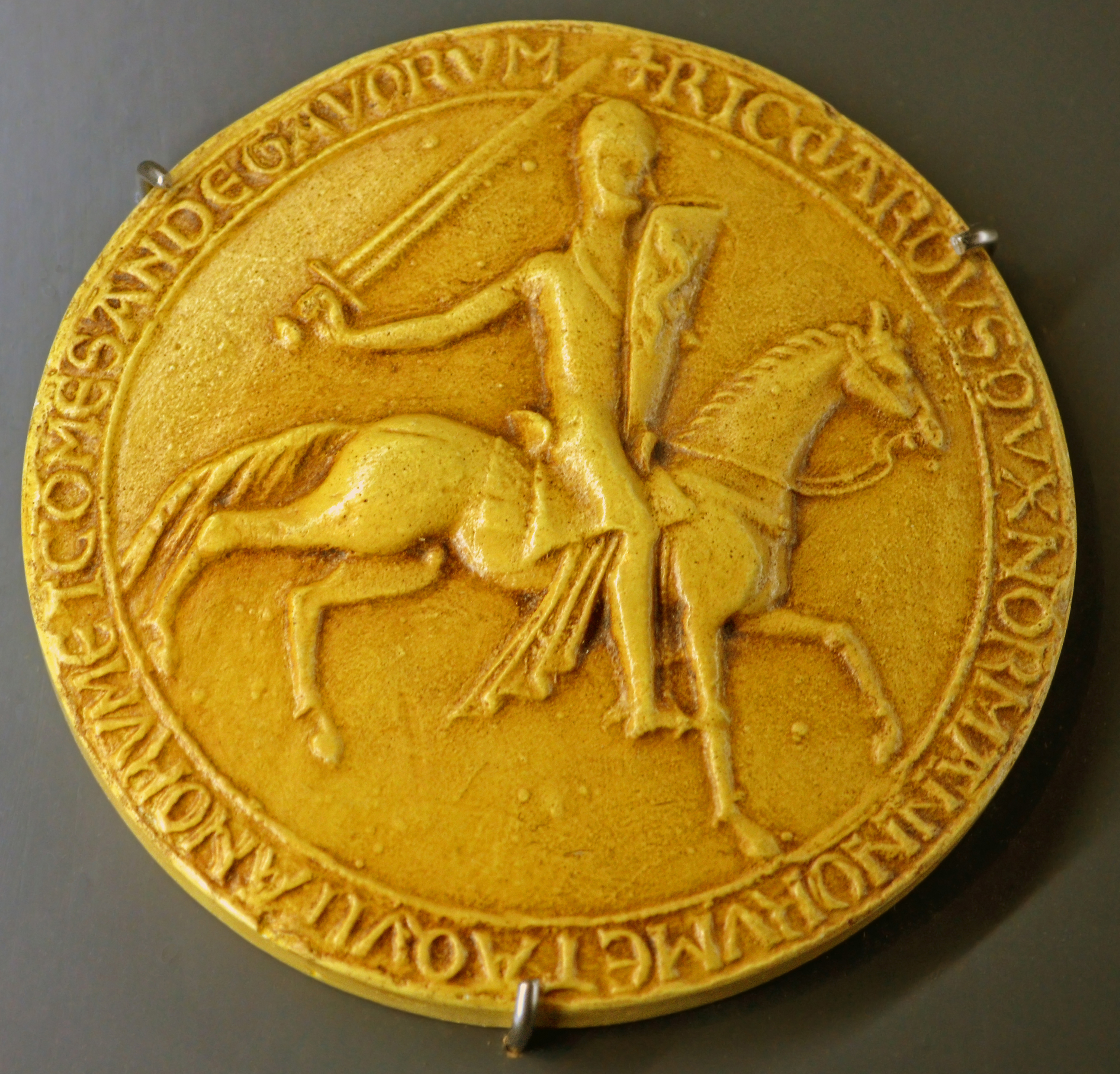
Richard I. Lví srdce(1195)
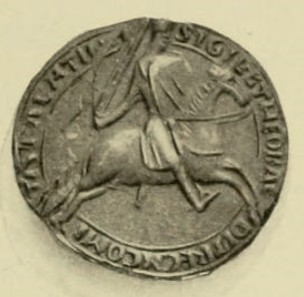
Theobald III. ze Champagne (1198)
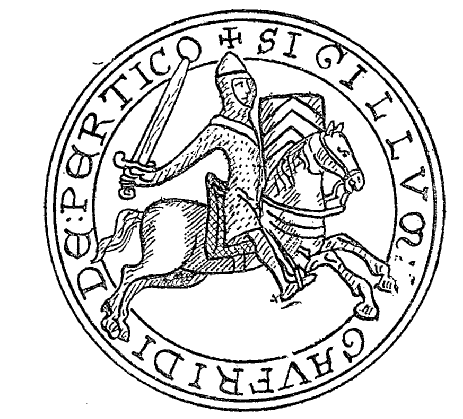
Geoffrey III. z Perche(† 1202)
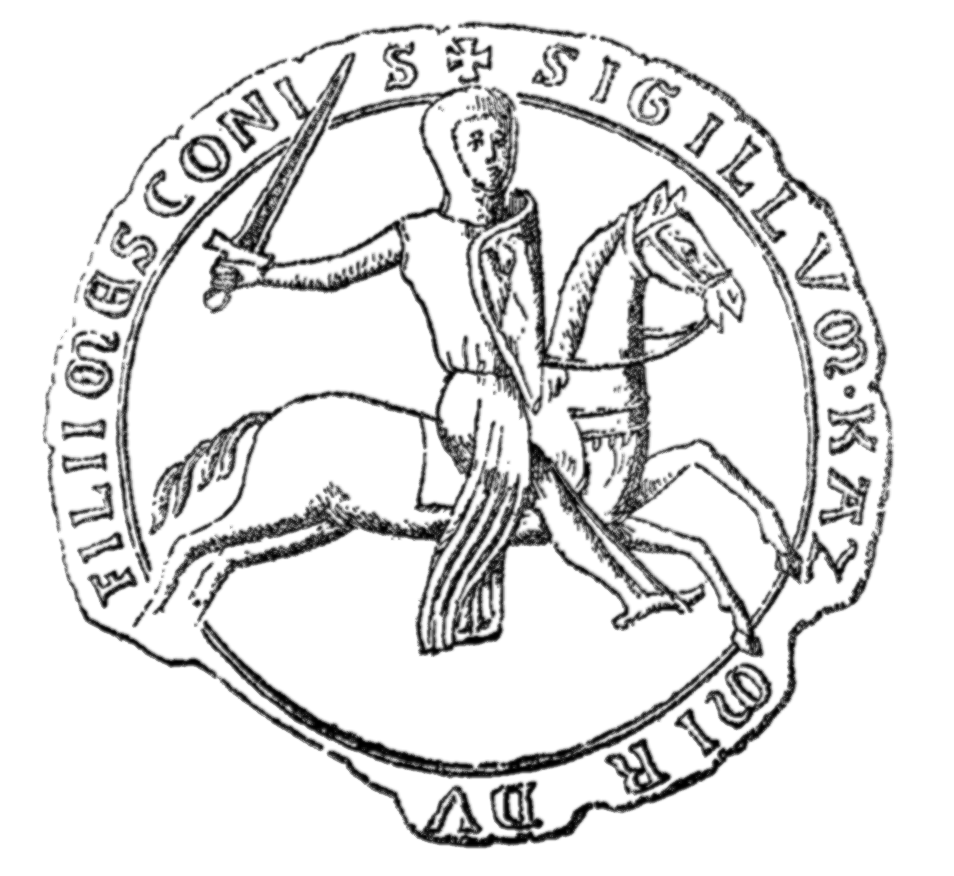
Kazimír I. Opolský(1226)
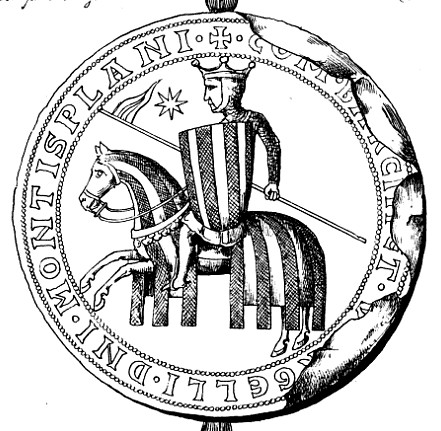
Jakub I. Aragonský (r. 1213–1276)
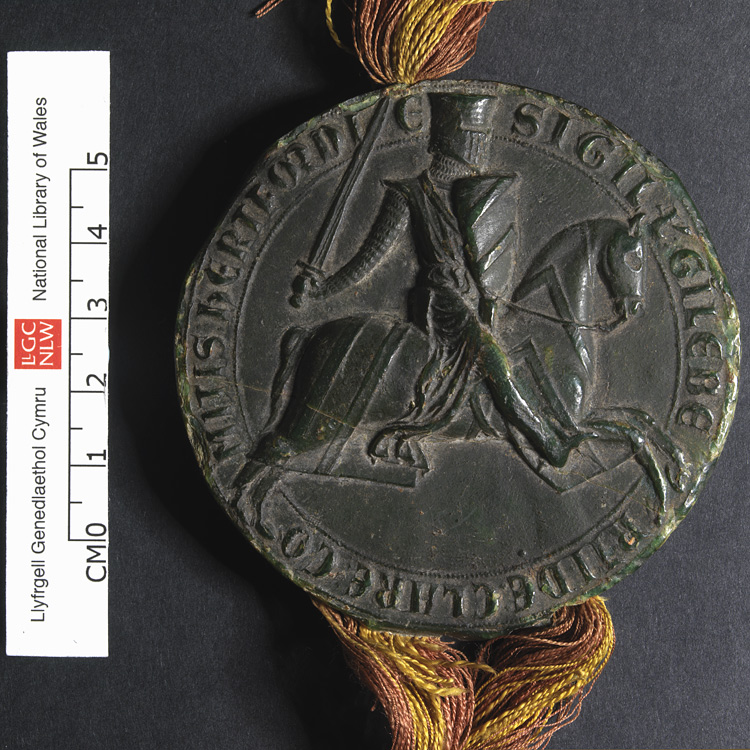
Gilbert z Clare, asi kolem 1218–1230
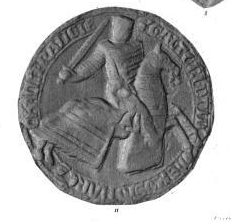
Gauthier III de Nemours († 1239)
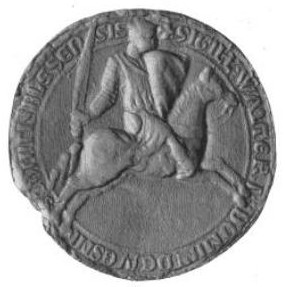
Walter II. Avesneský(† 1244)
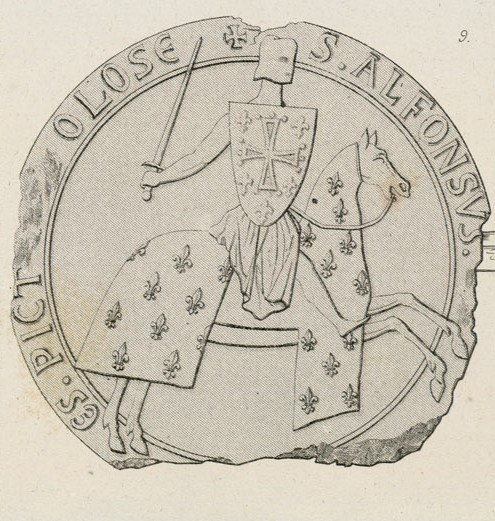
Alfons z Poitiers († 1271)
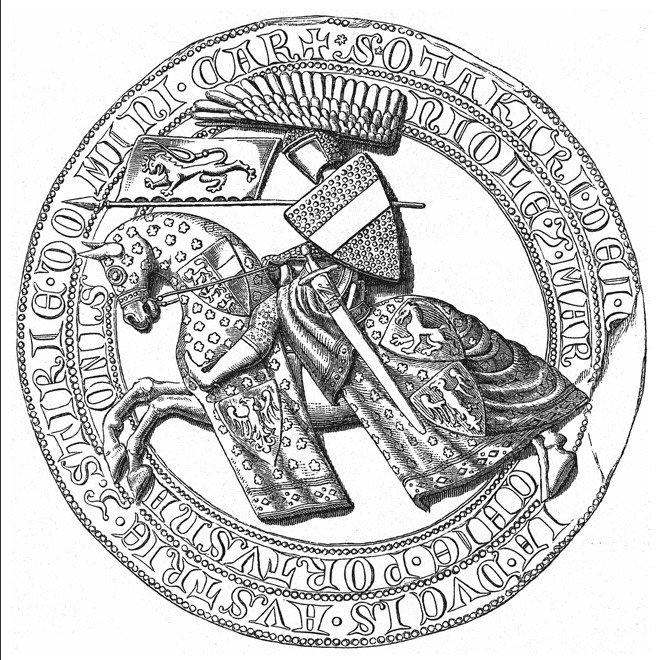
Přemysl Otakar II. (1273)
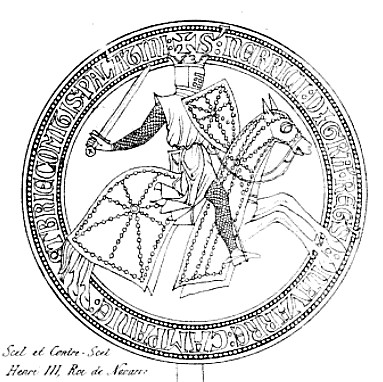
Jindřich I. Navarrský (r. 1270–1274)
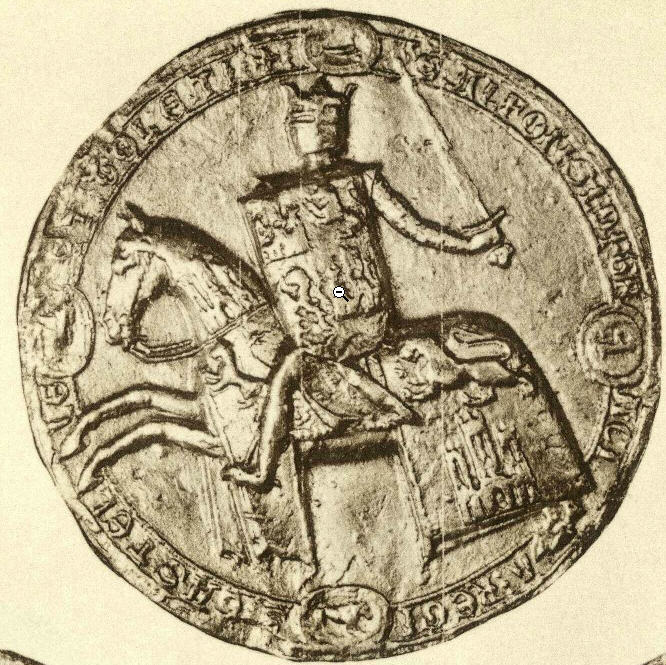
Alfons X. Kastilský(† 1284)
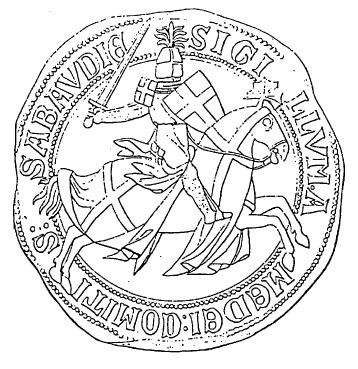
Amadeus V. Savojský(asi 1285)
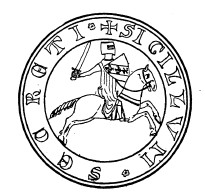
Fridrich III. Lotrinský (1286)

## Pozdně středověké pečeti (1300 – 1550)
Po roce 1300 byly jezdecké pečeti téměř výhradně používány vysokou šlechtou, nositeli vévodské nebo vyšší hodnosti. Vyobrazení na pečetích ze 14. století ukazují šlechtice s plnými heraldickými ctnostmi, často nesoucího heraldický prapor, nebo s kopím v plné rytířské zbroji.

## Pozdější formy (po roce 1550)
Pozdní formy byly ve Francii a v Německu používány až do raného novověku. Vyobrazení panovníků v plné zbroji, s hřebenovými přilbami, s kopím nebo heraldickými praporci atd. se přestala používat s koncem rytířských turnajů na počátku 17. století. Pruský král Fridrich II. Veliký používal v roce 1772 tzv. Majestätssiegel (majestátní typ pečeti), který ho zobrazoval na koni (i když už ne jako plně vyzbrojeného rytíře, ale jako vojenského velitele).
Reverzní strana Velké pečeti Karla I. Stuarta (1627) zobrazuje panovníka v plném trysku, ve zdobné klasické výzbroji, doprovázeného loveckým psem. Britští panovníci od roku 1707 pokračovali v konvenci zobrazování sedícího a korunovaného panovníka na averzu a panovníka na koni na reverzu. To platí i pro vládnoucí královny (Velká pečeť královny Anny Stuartovny, královny Viktorie, Alžběty II.), které jsou zobrazeny v sedle.
V roce 1976 vyrazilo Rakousko pamětní zlatou minci (13,5 g 90 % zlata), a to u příležitosti tisíciletého výročí dynastie Babenberků (Leopold I. Babenberský, markrabě rakouský), známou jako Babenberger-Bundesgoldmünze (Babenberská federální zlatá mince). Averz této mince byl navržen ve stylu středověké jezdecké pečeti (s doplněním alpského panoramatu).

## Moderní heraldické formy
V heraldickém umění, ovlivněném jezdeckými pečetěmi, jsou jezdci poměrně častým symbolem. Dvě oblíbené podoby jezdce jsou litevský státní znak a svatý Jiří bojující s drakem. Tyto symboly jsou sice použity v různých erbech, ale pravděpodobně nejznámějšími jsou státní znak Litvy a moskevský městský znak .

Moderní státní znak Litvy
Moderní alternativní státní znak Běloruska
Svatý Jiří na koni na moskevském městském znaku
Svatý Jiří na koni na státním znaku Ruska